# Solncevskij rajon (Oblast' di Kursk)
Il Solncevskij rajon (in russo Солнцевский район?) è un rajon dell'Oblast' di Kursk, nella Russia europea; il capoluogo è Solncevo. Istituito nel 1928, ricopre una superficie di 1.051,8 chilometri quadrati ed ospita di una popolazione di circa 16.500 abitanti.